# Hazelton (Kansas)
Hazelton és una població dels Estats Units a l'estat de Kansas. Segons el cens del 2000 tenia 144 habitants.

## Demografia
Segons el cens del 2000, Hazelton tenia 144 habitants, 55 habitatges, i 40 famílies. La densitat de població era de 97,5 habitants/km².
Dels 55 habitatges en un 29,1% hi vivien nens de menys de 18 anys, en un 67,3% hi vivien parelles casades, en un 1,8% dones solteres, i en un 25,5% no eren unitats familiars. En el 23,6% dels habitatges hi vivien persones soles el 12,7% de les quals corresponia a persones de 65 anys o més que vivien soles. El nombre mitjà de persones vivint en cada habitatge era de 2,62 i el nombre mitjà de persones que vivien en cada família era de 3,12.
Per edats la població es repartia de la següent manera: un 28,5% tenia menys de 18 anys, un 4,9% entre 18 i 24, un 23,6% entre 25 i 44, un 24,3% de 45 a 60 i un 18,8% 65 anys o més.
L'edat mediana era de 41 anys. Per cada 100 dones de 18 o més anys hi havia 119,1 homes.
La renda mediana per habitatge era de 28.125 $ i la renda mediana per família de 33.750 $. Els homes tenien una renda mediana de 21.667 $ mentre que les dones 22.500 $. La renda per capita de la població era de 12.745 $. Entorn del 5,4% de les famílies i el 16,5% de la població estaven per davall del llindar de pobresa.

## Poblacions més properes
El següent diagrama mostra les poblacions més properes.